# Henri Herz
Henri (nascido Heinrich) Herz (Viena, 6 de janeiro de 1803 — Paris, 5 de janeiro de 1888) foi um pianista e compositor francês de origem austríaca.
Chega em Paris com 14 anos, distingue-se como pianista, e, após estudos no Conservatório, inicia uma carreira de concertista, tendo percorrido vários países europeus e da América.
Estabelecido em Paris, ele começa a fabricar pianos. Lá cria a primeira sala publica de concertos de Paris, a Salle Herz, um ano antes da famosa Salle Pleyel pelo outro fabricante, também francês de origem austríaca, Ignace Pleyel.
A partir de 1842, torna-se professor no Conservatório de Paris.
Compôs 8 concertos para piano e orquestra, variações sobre temas de óperas, estudos e exercícios para o piano, além de ter colaborado com uma variação para o Hexameron, de Franz Liszt.